# Diego Borges
Diego Borges (Cerejeiras, 20 de janeiro de 1988) é ator e diretor de teatro e cinema brasileiro.

## Carreira
Nascido em Rondônia e formado em Artes Cênicas pela Universidade de Brasília começou a atuar ainda criança no curta Pobre é quem não tem Jipe (1997), do diretor Amauri Tangará, uma das obras vencedoras do Festival de Brasília.  DRT 0003117/DF, Bacharel em artes cênicas pela Universidade de Brasilia em 2012. Mestrando em Teatro pela mesma intituição. No teatro foi premiado como melhor ator no festival SESC TEATRO CANDANGO em 2012. No cinema Foi premiado como melhor ator pelo curta-metragem " A Noite Por Testemunha", no Festival do Cinema Brasileiro de Brasília em 2010 e também no Festival de Cinema de Cabo Frio -RJ. Iniciou sua carreira no cinema aos 9 anos de idade, atuou em três longas-metragens e diversos curtas. Protagonizou o premiado curta "Pobre é Quem Não Tem Jipe", e o longa " A Oitava Cor do Arco-íris". Já atuou em mais de 15 espetáculos de teatro profissionalmente, trabalhou no Teatro O Bando em Portugal, e participou de diversos festivais de Teatro e Cinema no Brasil e na Europa. Dirigiu o Teatro Caixote, no qual concebeu o espetáculo "O Homem Cadente" em 2012. Atualmente integra o grupo de pesquisas Teatro do Instante vinculado a Universidade de Brasilia, onde dirige o espetáculo "Contra o Progresso" uma parceria com o Teatro O Bando de Portugal e com o escritor Esteve Soler da Espanha.
Na adolescência protagonizou o longa distribuído internacionalmente A Oitava Cor do Arco-Íris (2004) e o curta A velha, os meninos e o gato que escaparam da estranha caixa azul (2000), também dirigidos por Tangará, com quem trabalhou no teatro na peça O salário dos poetas.
Em 2009 foi um dos protagonistas do curta A noite por testemunha, que relata o assassinato do índio pataxó Galdino Jesus dos Santos. Por seu trabalho recebeu o prêmio de Melhor Ator no Festival de Brasília.
Em 2012 produziu e protagonizou a peça Não Alimente os Bichos, com a qual premiado como Melhor Ator no Prêmio Sesc de Teatro Candango.

### Cinema
| Ano  | Título                                                            | Obs.                                    |
| ---- | ----------------------------------------------------------------- | --------------------------------------- |
| 1997 | Pobre é quem não tem Jipe                                         | Filme Revelação no Festival de Brasília |
| 2000 | A velha, os meninos e o gato que escaparam da estranha caixa azul |                                         |
| 2004 | A oitava cor do Arco-Íris                                         |                                         |
| 2009 | A noite por testemunha                                            | Melhor Ator no Festival de Brasília     |

### Teatro
| Ano             | Título                                                                            | Obs.                                          |                                          |
| --------------- | --------------------------------------------------------------------------------- | --------------------------------------------- | ---------------------------------------- |
| 2006            | O salário dos poetas                                                              |                                               |                                          |
| 2012            | Não Alimente os Bichos                                                            | Melhor Ator no Prêmio Sesc de Teatro Candango | Uma Noite em Ritmo Quente 1. 2. 3. 4. 5. |
| Ícone de esboço | Este artigo sobre um ator é um esboço. Você pode ajudar a Wikipédia expandindo-o. |                                               |                                          |